# Gerard van Velsen

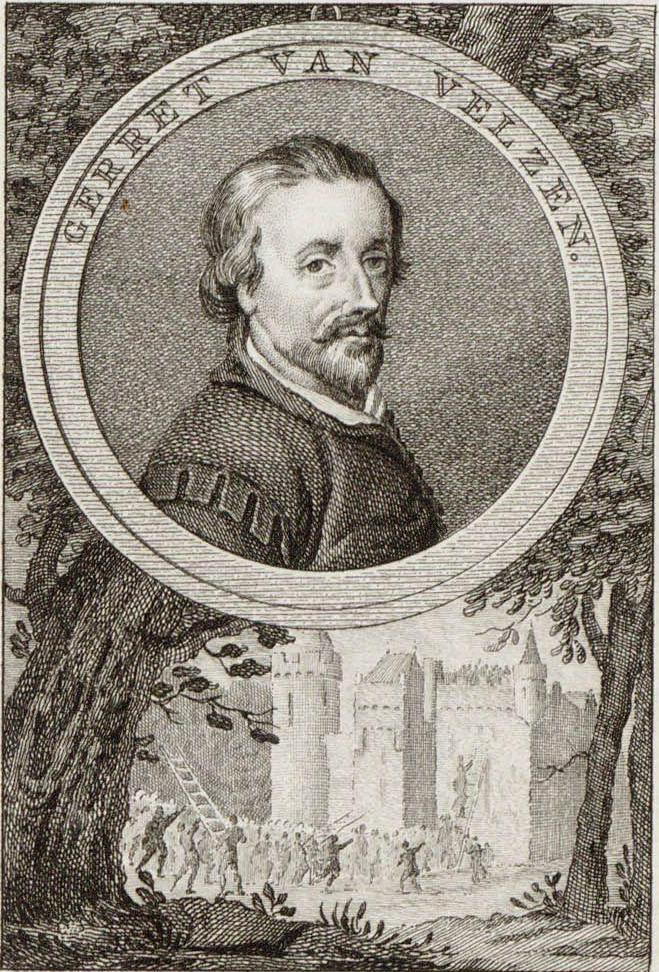
Ritratto di Gerard van Velzen

Gerard van Velsen talvolte citato anche come Geeraerd van Velsen (... – Leida, 1296) è stato un nobile olandese, signore di Beverwijk, Noordwijk e Velsen.

## Biografia
Era figlio di Albrecht van Velsen e Hildegonde. Sposò Machteld van Woerden, una sorella di Herman VI van Woerden e nel 1275 venne nominato schout di Wijk aan Zee.
Nel 1296, assieme a Herman van Woerden, Gijsbrecht IV of Amstel, Jan van Kuyk e Arnold van Benschop tentò di uccidere Fiorenzo V d'Olanda, e assieme a van Woerden e van Amstel, lo imprigionò nel castello di Muiderslot. Dopo che Fiorenzo V tentò di fuggire, Gerard uccise personalmente il conte pugnalandolo 20 volte. Successivamente fuggì al castello di Kronenburg nei pressi Loenen aan de Vecht. Pochi giorni dopo fu arrestato e condotto a Leida per essere processato. Qui venne torturato per tre giorni prima di essere impiccato, sventrato e squartato.
Il motivo per il quale Gerard uccise Fiorenzo V era il presunto stupro di sua moglie da parte di questi, in seguito al quale la moglie commise suicidio.